# David Fanshawe
David Fanshawe (* 1942 in Devon, England; † 5. Juli 2010) war ein englischer Komponist und Musikethnologe.

## Leben
David Fanshawe war Komponist, Musikethnologe, Dirigent, Dozent und Abenteurer. Sein Schaffen liegt an den Kreuzungspunkten von traditioneller und moderner Musik.
Ausgebildet an der St George′s School, die auf den Chorgesang in der St George’s Chapel von Windsor vorbereitet, begann er seine Karriere als Musiker und Produzent für Dokumentarfilme. Am Royal College of Music studierte er bei John Lambert Komposition. Danach machte er sich vor allem mit Chorwerken einen Namen. Neben Gesangsstücken komponierte er die Filmmusik für mehr als 50 Filme und TV-Produktionen.
Auf einer 1978 begonnenen zehnjährigen Odyssee über die Inseln des Pazifischen Ozeans nahm Fanshawe tausende Stunden Musik auf. Er dokumentierte mit Aufzeichnungen und Fotos die Musik und die mündlich überlieferten Traditionen Polynesiens, Mikronesiens und Melanesiens. Zuletzt lebte er in Wiltshire in England.

## Werk
Das erfolgreichste Werk Fanshawes ist die Messe African Sanctus. In diesem Stück wird der lateinischen Messe traditionelle afrikanische Musik gegenübergestellt, die der Komponist selbst aufgenommen hat. Die Aufnahmen stammen aus Ägypten, dem Sudan, Uganda und Kenia. Das Werk besteht aus 13 Sätzen und folgt der Route des Komponisten, auf der er die Tonaufnahmen machte.

## Werke (Auswahl)
- Chorwerk African Sanctus für Chor, Solisten, Perkussion und Tonband
  - daraus The Lord's Prayer, welches auch separat aufgeführt wird
- Dona Nobis Pacem
- Fantasy on Dover Castle
- Requiem for the Children of Aberfan
- The Awakening